# مسجد سيدي عقبة
مسجد سيدي عقبة هو أقدم مسجد في الجزائر. بني المسجد لأول مرة كضريح في عام 686 مخصص لعقبة بن نافع، أحد رفاق النبي وواحد من قادة الفتوحات الإسلامية المبكرة في شمال إفريقيا. شهد المسجد العديد من التجديدات منذ ذلك الحين.

## الموقع
يقع المسجد في منطقة سيدي عقبة، على بعد 6 كيلومتر جنوب مدينة تهودة و 10 كم غرب مدينة بسكرة، على الطريق الوطني رقم 38 باتجاه محلية خنقة سيدي ناجي.

## المعرض

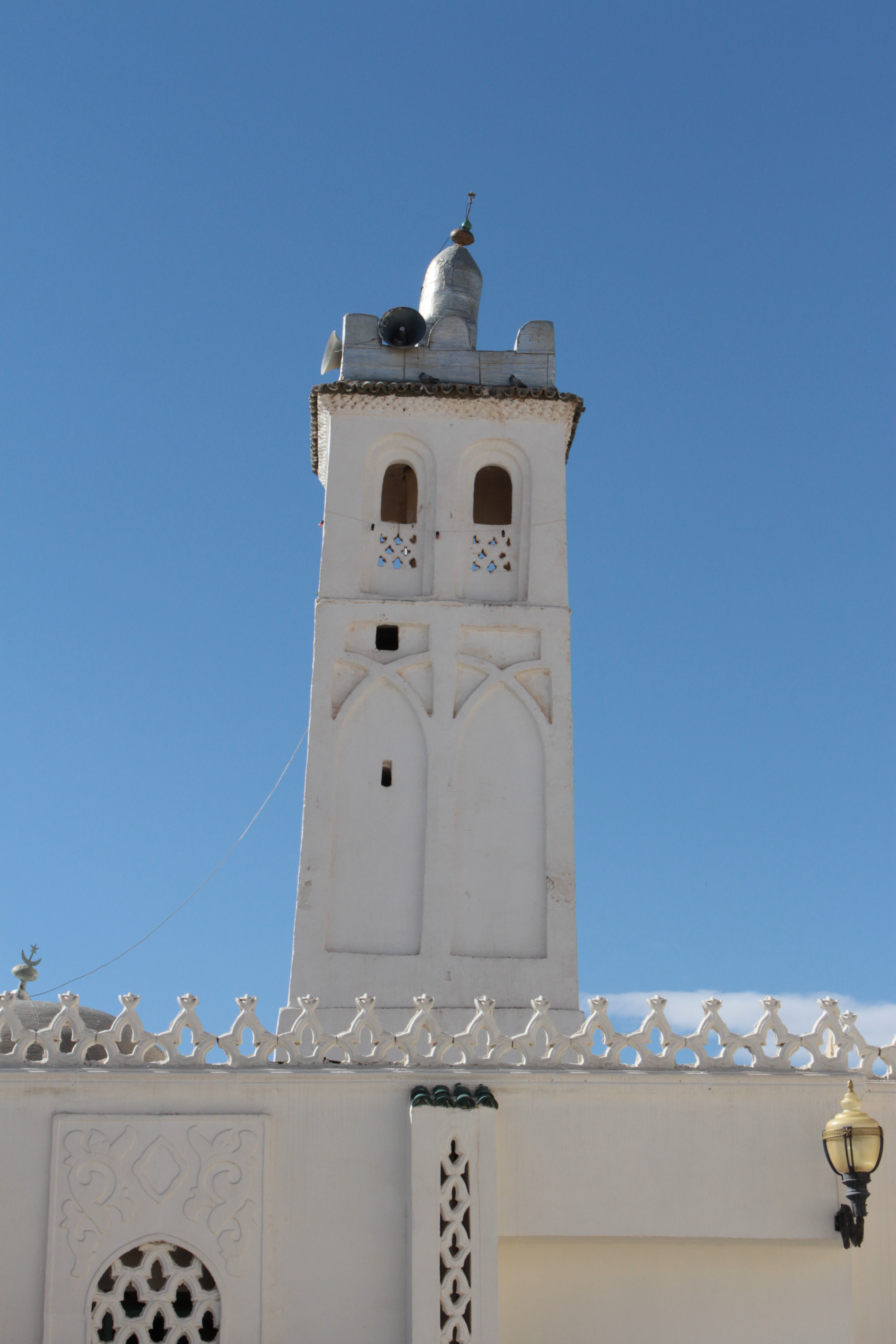
مأذنة
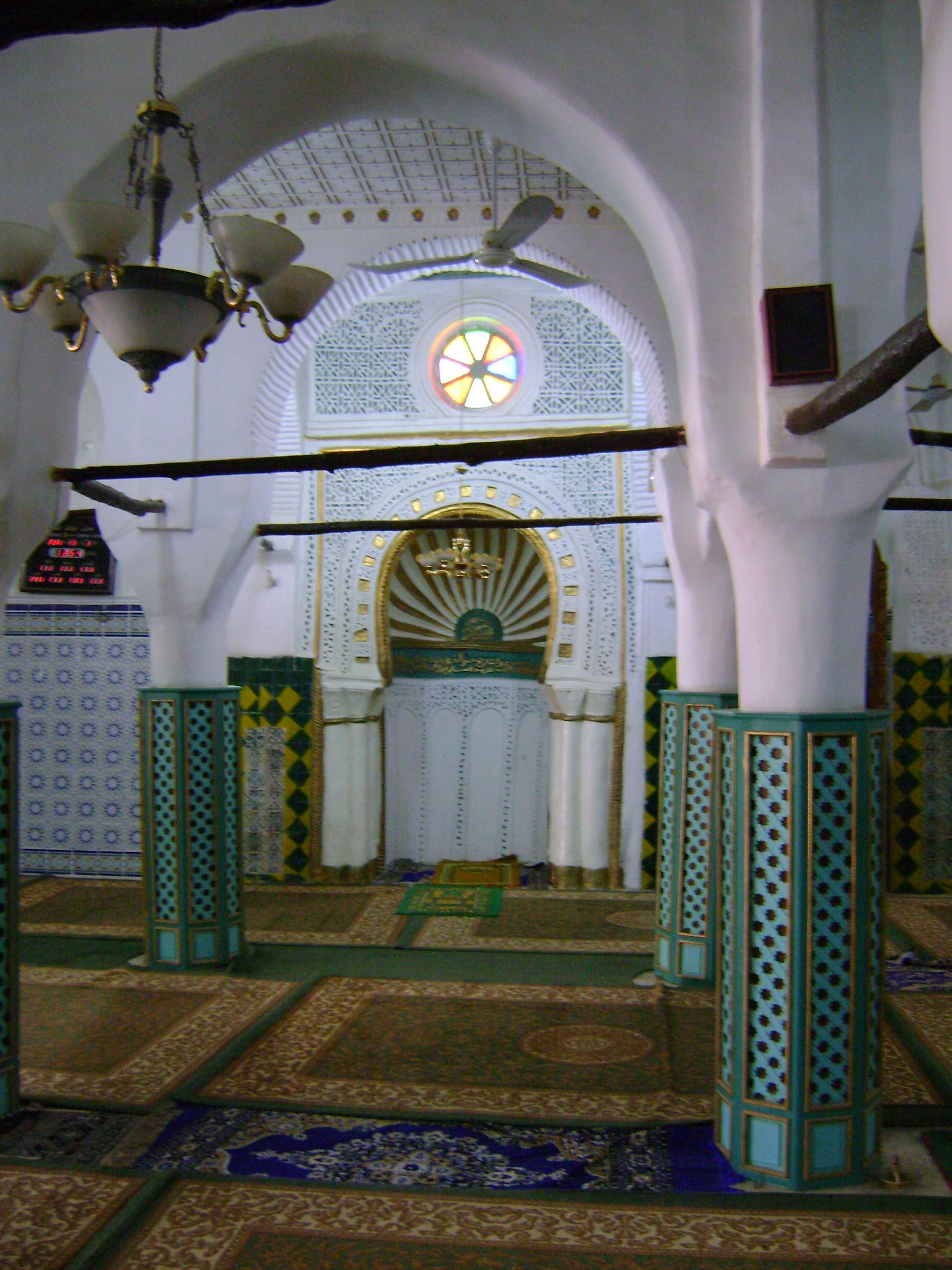
المحراب وقاعة الصلاة